# In Advance of the Broken Arm (album)
För konstverket In Advance of the Broken Arm av Marcel Duchamp, se In Advance of the Broken Arm (konst).
In Advance of the Broken Arm är den amerikanska artisten Marnie Stern's debutalbum. Det gavs ut 2007 via Kill Rock Stars på CD, och en vinylutgåva med färre spår släpptes också, på Rampage Records. 
Titeln är hämtad från ett verk av konstnären Marcel Duchamp.

## Låtlista

### CD
Samtliga låtar skriva av Marnie Stern, förutom "Vibrational Match", skriven av Marnie Stern och Bella Foster.
1. "Vibrational Match" - 3:37
2. "Grapefruit" - 2:47
3. "Every Single Line Means Something" - 3:40
4. "Precious Metal" - 3:10
5. "Put All Your Eggs in One Basket and Then Watch That Basket!!!" - 2:41
6. "Logical Volume" - 3:40
7. "Absorb Those Numbers" - 3:21
8. "This American Life" - 4:05
9. "Letters from Rimbaud" - 3:39
10. "The Weight of a Rock" - 2:30
11. "Plato's Fucked Up Cave" - 3:30
12. "Healer" - 3:29
13. "Patterns of a Diamond Ceiling" - 4:24

### LP

#### Side A
1. "Vibrational Match" - 3:37
2. "Grapefruit" - 2:47
3. "Every Single Line Means Something" - 3:40
4. "Precious Metal" - 3:10
5. "Put All Your Eggs in One Basket and Then Watch That Basket!!!" - 2:41

#### Side B
1. "Absorb Those Numbers" - 3:21
2. "This American Life" - 4:05
3. "Healer" - 3:29
4. "Patterns of a Diamond Ceiling" - 4:24

## Medverkande musiker
- Marnie Stern: sång, gitarr, keyboard
- John-Reed Thompson: bas, keyboard, orgel
- Zach Hill: trummor, bas, keyboard, piano